# Caloptilia kurokoi
Caloptilia kurokoi là một loài bướm đêm thuộc họ Gracillariidae. Nó được tìm thấy ở Trung Quốc và Nhật Bản (Kyūshū).
Sải cánh dài khoảng 15.5 mm.
Ấu trùng ăn Acer rufinerve. Chúng có thể ăn lá nơi chúng làm tổ.